# Yoshino, Nara
Yoshino (japanska: 吉野町?, Yoshino-chō) är en landskommun (köping) i Nara prefektur i Japan.  Kommunen är känd för berget Yoshinoyama med över 30 000 körsbärsträd (sakura) som blommar under en kort period på våren. 